# Cryptocephalus turcicus
Espèce
Cryptocephalus turcicus est une espèce de coléoptères de la famille des Chrysomelidae et du genre Cryptocephalus.

## Répartition
Europe méditerranéenne, atteint la Turquie à l'est et la France à l'ouest (l'Hérault semble constituer sa limite d'aire de répartition avec une donnée à Saint-Guilhem-le-Désert).

## Description
Sa taille varie de 3 à 4,5 mm. Ses élytres sont noirs avec une tache jaune allongée au bord antérieur externe. De même, le pronotum est noir avec les bords latéraux jaunes. D'autres espèces ont ce type de coloration au sein des Cryptocephalus, mais celle-ci a les bords du pronotum entièrement visibles du dessus et la tache jaune du pronotum qui s'élargit antérieurement, de plus chez le mâle le bord antérieur du pronotum est également jaune.

### Biologie
L'espèce se nourrit de feuilles (mortes pour les larves, vivantes pour les adultes) de chênes, Aubépine monogyne, Pistachier lentisque et Pistachier térébinthe.

### Écologie
Ce coléoptère est particulièrement visible au mois d'août.

## Systématique
Le nom valide complet (avec auteur) de ce taxon est Cryptocephalus turcicus Suffrian, 1847.
Cryptocephalus turcicus a pour synonyme :
- Cryptocephalus pistaciae Suffrian, 1853